# Alexandre Glazounov (éditeur)
Pour les articles homonymes, voir Glazounov (homonymie).
Alexandre Ilitch Glazounov (Александр Ильич Глазунов), né en 1829 et mort en 1896, est un entrepreneur russe, libraire et éditeur, membre de la riche famille des éditeurs Glazounov. Il était l'oncle du compositeur Alexandre Glazounov.

## Biographie
Alexandre Glazounov naît en 1829 au sein de la famille de l'éditeur Ilia Glazounov (fils de l'éditeur et libraire Ivan Glazounov). Il est le frère de Constantin et Ivan Ilitch Glazounov.
Il publie des livres principalement d'histoire naturelle. Il ouvre sa librairie en 1859 à Moscou rue du Pont des Forgerons, près du Théâtre Bolchoï. En 1874, Glazounov vend le magasin à un autre éditeur russe, Nikolaï Mamontov, consacrant son temps libre à des activités littéraires. Il entreprend de traduire en russe des ouvrages littéraires en langues étrangères, dont Schiller et son temps et La Tragicomédie humaine de Johannes Scherr ou encore Récits de voyage de Washington Irving. 
Les affaires d'Alexandre Glazounov sont poursuivies par ses frères Ivan (1826-1890) et Constantin Glazounov (1828-1914, père du compositeur Alexandre Glazounov) qui ouvrent en 1875 à Moscou une librairie avec une maison d'édition sur l'élégante rue Petrovka. Après la mort d'Ivan, son fils Ilia Ivanovitch Glazounov reprend les affaires qui comprennent des librairies à Moscou et à Saint-Pétersbourg. En 1913, les affaires sont reprises par Mikhaïl Constantinovitch Glazounov (fils de Constantin Ilitch) et Alexandre Ilitch (fils d'Ilia Ivanovitch et petit-fils d'Ivan Petrovitch). Après la prise de pouvoir des bolchéviques, la maison est nationalisée à la fin de l'année 1917. 
Pour le centenaire de firme des Glazounov, les frères Constantin Ilitch et Alexandre Ilitch, sont inscrits à la noblesse héréditaire russe, le 19 novembre 1882.
Alexandre Ilitch Glazounov meurt le 24 août 1896 dans sa propriété près de la gare de Podsolnetchnaïa sur la ligne de chemin de fer Nicolas (Moscou-Saint-Pétersbourg). Il est enterré à Solnetchnaïa Gora (dépendant aujourd'hui de la ville de Solnetchnogorsk) au cimetière de l'église Saint-Nicolas. La chapelle funéraire familiale est toujours debout de nos jours.